# Fregată mare
Fregata mare (Fregata magnificens) este o pasăre de mare din familia Fregatidae. Cu o lungime de 89-114 centimetri și o anvergură a aripilor de 2,17-2,44 metri, aceasta este cea mai mare specie de pasăre fregată. Este prezentă în apele tropicale și subtropicale din largul Americii, între nordul Mexicului și Peru pe coasta Pacificului și între Florida și sudul Braziliei pe coasta Atlanticului. De asemenea, există populații în Insulele Galápagos din Pacific și în Insulele Capului Verde din Atlantic. Este una dintre cele mai rapide păsări din lume, zburând cu viteze de până la 152 km pe oră.

## Taxonomie
Inițial s-a considerat că fregata mare aparține speciei Fregata aquila, dar în 1914 ornitologul australian Gregory Mathews a propus ca fregata mare să fie considerată o specie separată, cu numele binomial Fregata magnificens. Dintre celelalte patru specii din genul Fregata, analizele genetice au arătat că fregata mare este cel mai strâns înrudită cu Fregata aquila.
Există două subspecii:
- F. m. magnificens – se întâlnește în Insulele Galápagos
- F. m. rothschildi – se întâlnește pe insulele de pe coasta Pacificului din Mexic și America Centrală, în Atlanticul tropical din Florida până în Brazilia și pe insulele Capului Verde (unde aproape a dispărut)

## Galerie

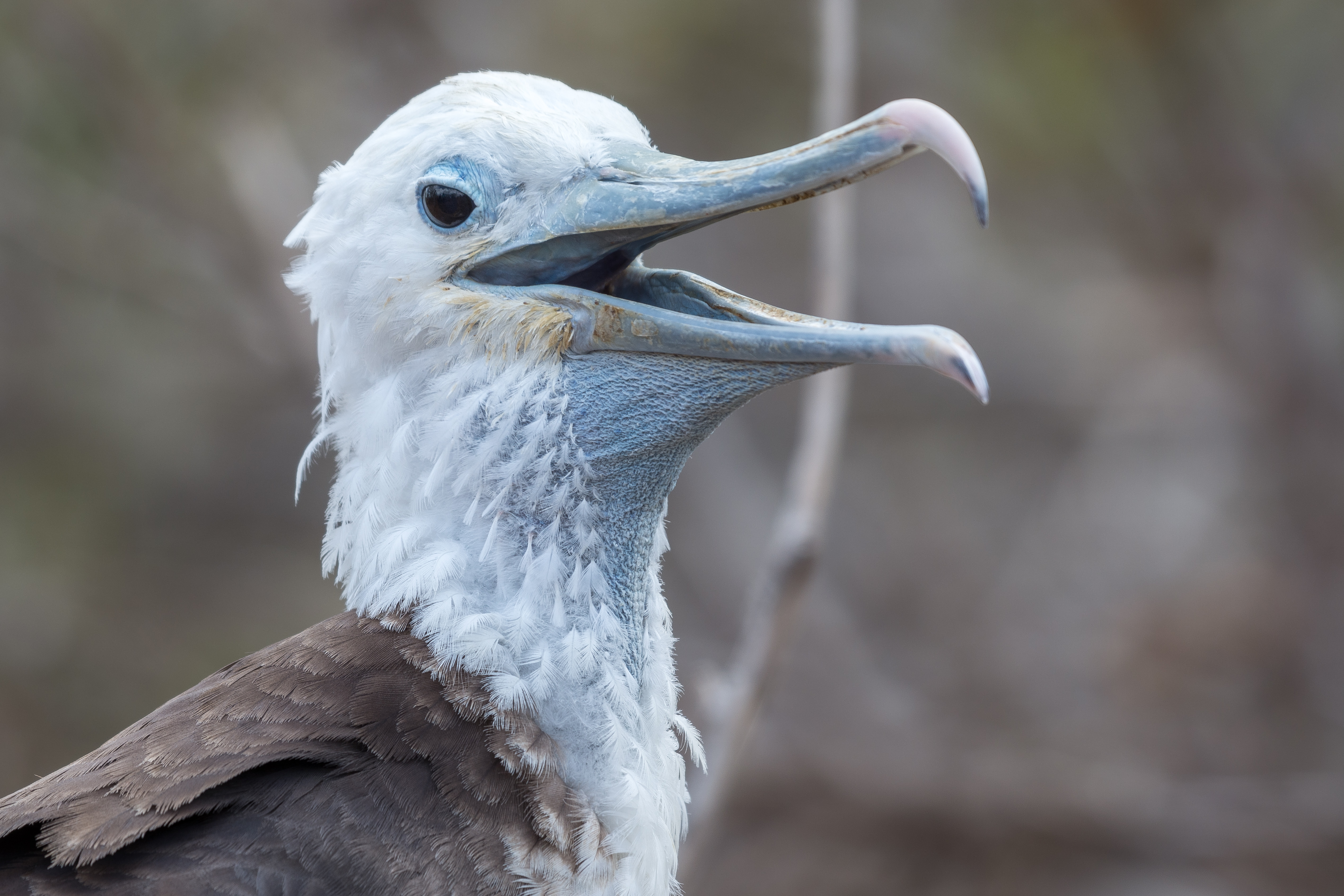
Juvenil
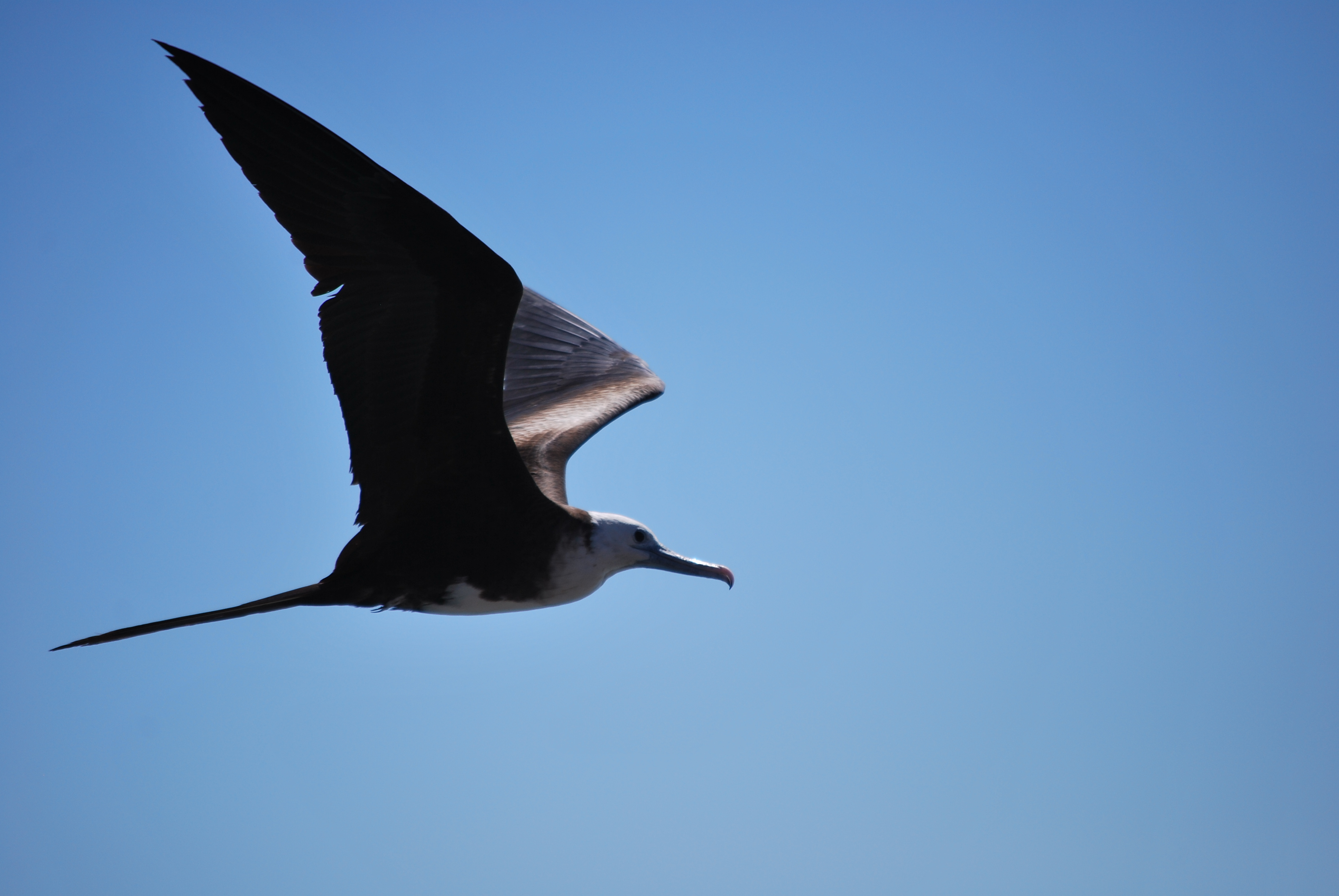
În zbor
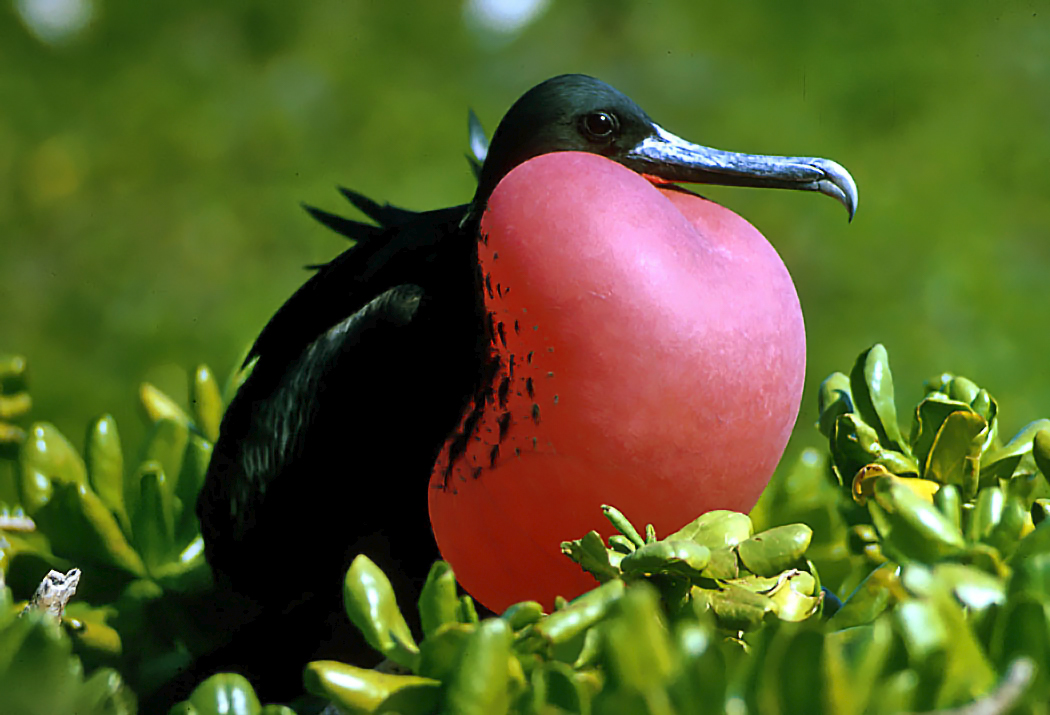
Mascul
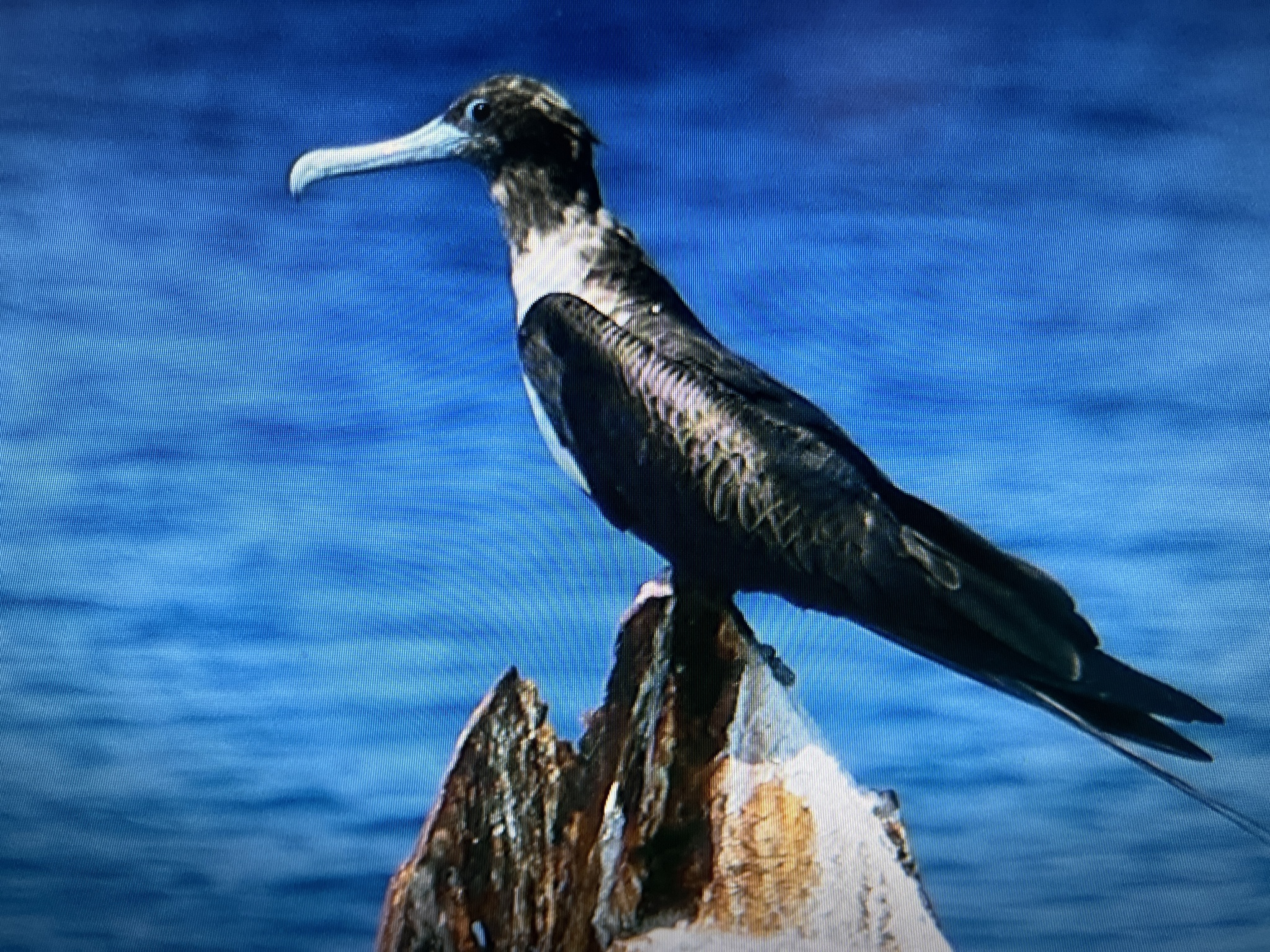
Femelă
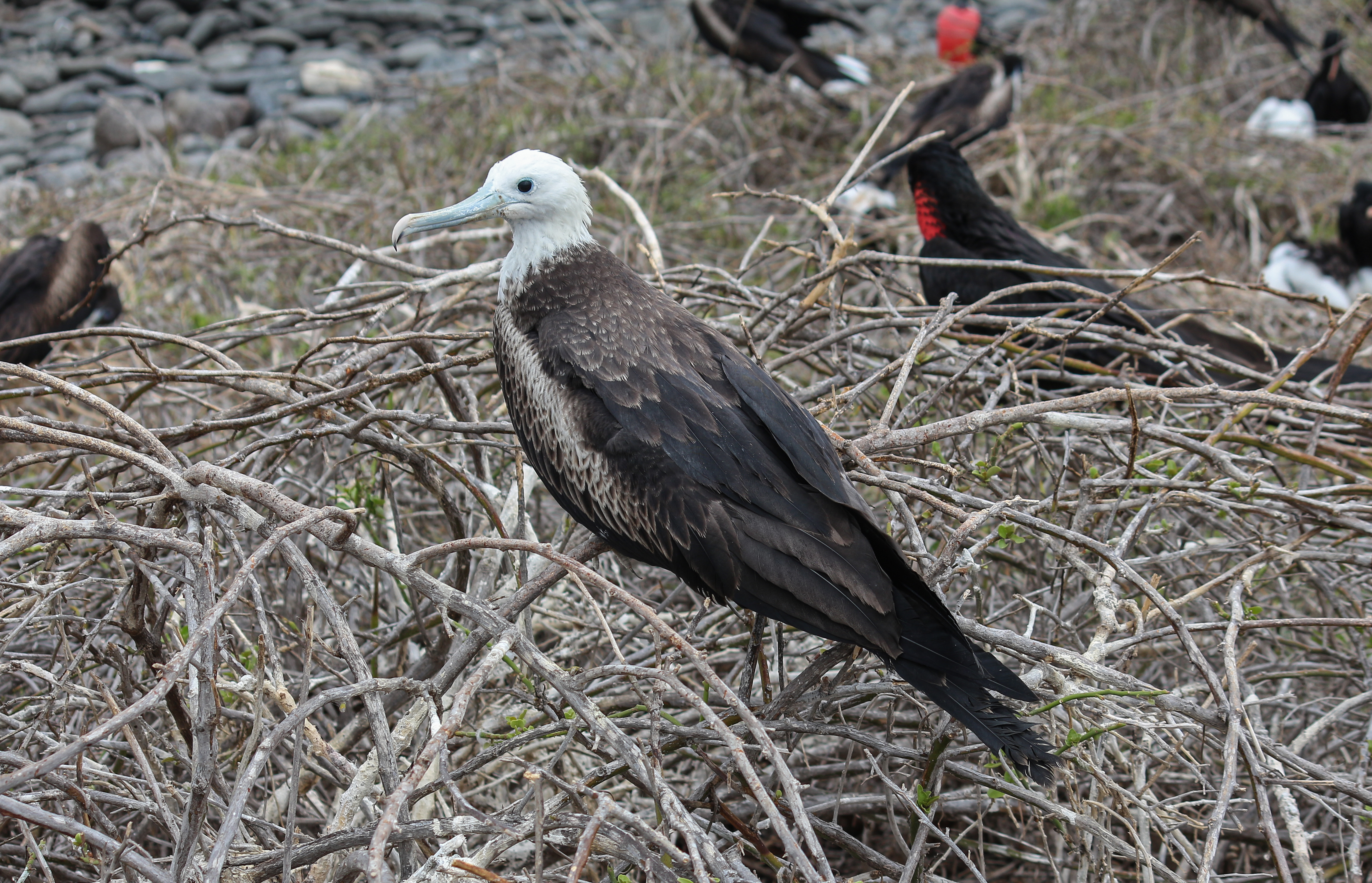
Femelă
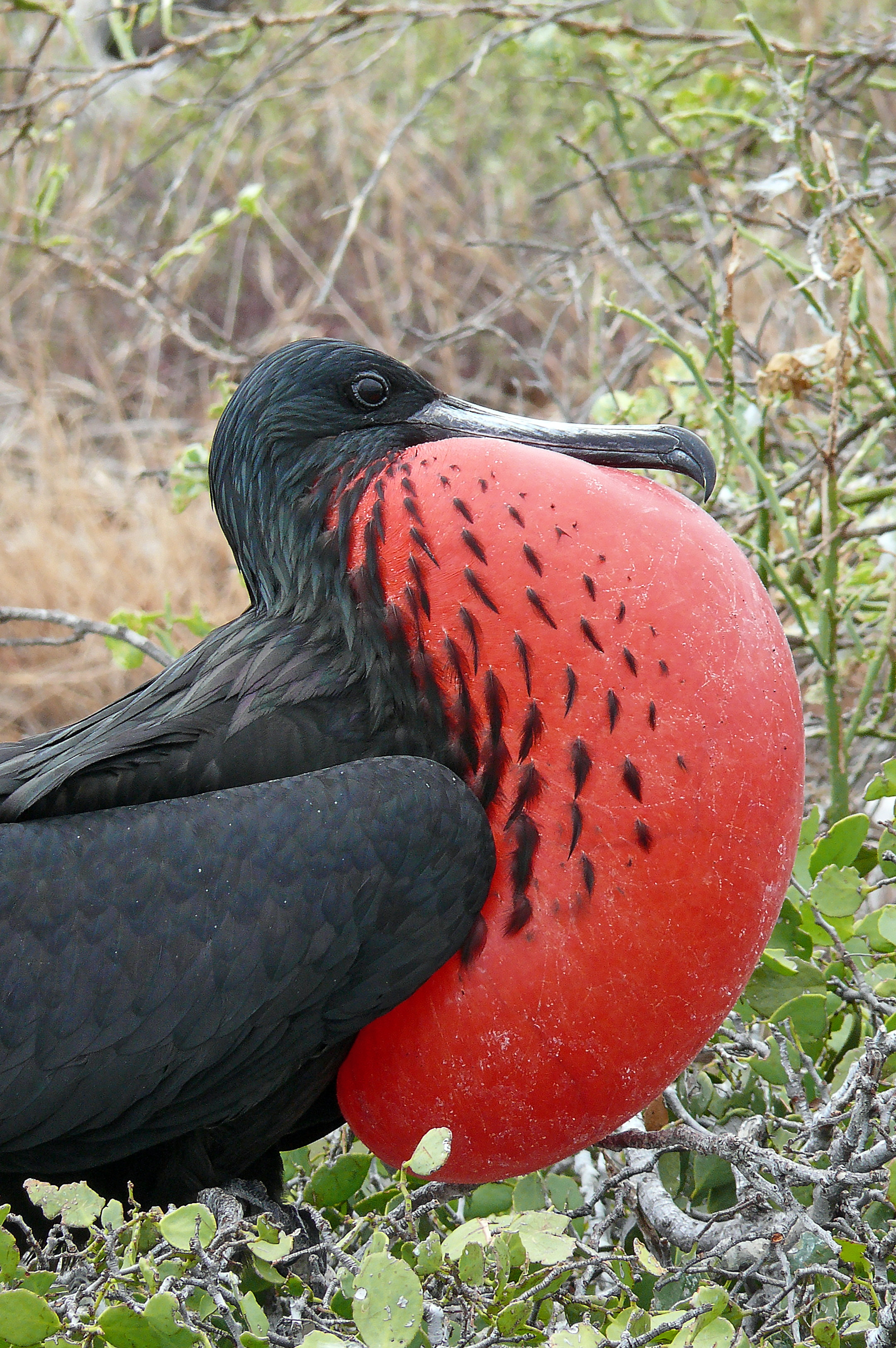
Mascul
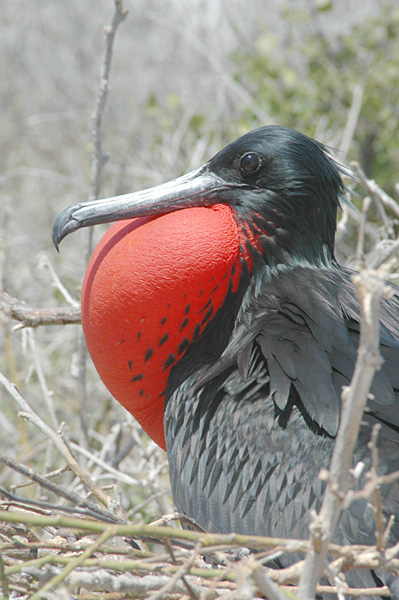
Mascul
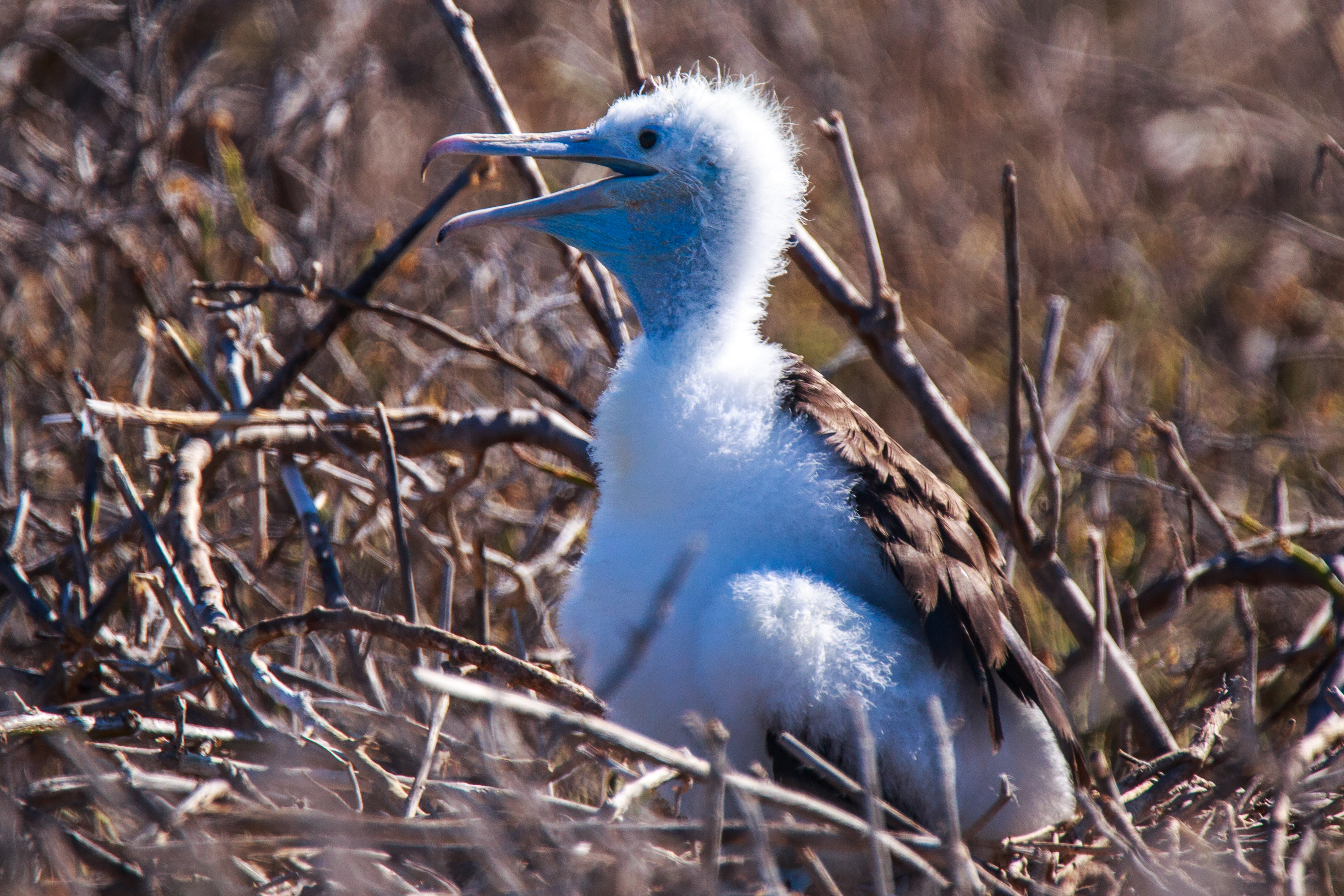
Pui
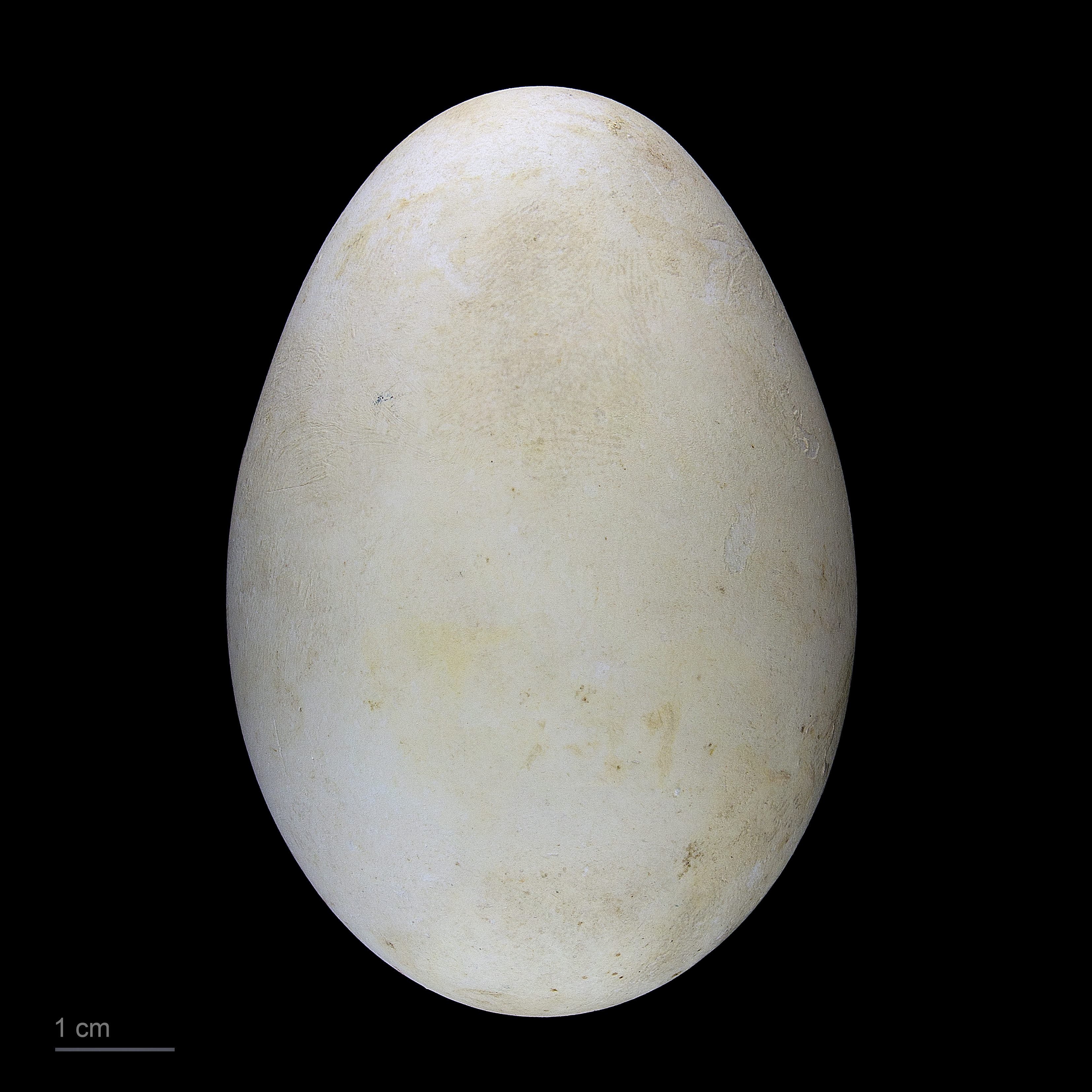
Ou